# Solowhist
Solowhist är ett kortspel av whist-typ för fyra spelare. 
Till skillnad mot vanlig whist spelar deltagarna var för sig eller med en tillfällig partner. Genom budgivning utses en spelförare. För spelföraren gäller det att spela hem sitt bud, medan motspelarnas uppgift är att förhindra detta. 
Spelarna har att välja bland ett antal bud av olika svårighetsgrad, vilka går ut på att ta stipulerat antal stick, med uppslagen eller valfri färg som trumf, eller inga stick alls. Den spelare som bjudit högst enligt budtabellen blir spelförare och får vid hemgång betalt av motspelarna. Betalningen sker i form av marker och beloppets storlek är avhängigt av budets svårighetsgrad. Vid misslyckat spel blir det i stället spelföraren som får betala.